# Rosvita Pesek
Rosvita Pesek, slovenska novinarka, TV voditeljica in zgodovinarka, * 22. april 1965, Maribor.
Trenutno je ena od voditeljev večerne informativne oddaje Odmevi na TV Slovenija.

## Izobrazba
Rosvita Pesek je na Fakulteti za družbene vede Univerze v Ljubljani leta 1999 postala magistrica znanosti, leta 2006 pa je na Filozofski fakulteti iste univerze pod mentorstvom zgodovinarja Boža Repeta zagovarjala doktorsko disertacijo s področja zgodovine Politični subjekti in osamosvojitev Slovenije (1989–1992). Obe deli sta bili osnova za njene nadaljnje knjige in monografije.

### Zasebno življenje
S Tadejem Omerzelom ima sina Filipa. Njen sedanji partner je zgodovinar in glasbenik Mitja Ferenc.

## Poklicno in pisateljsko delo
Kariero diplomirane novinarke je začela konec 80. let 20. stoletja na Televiziji Slovenija. Pripravila in vodila je številne pogovorne oddaje, kot sta Žarišče in Omizje. Opravljala je tudi delo urednice aktualno-dokumentarnega programa. Na osnovi raziskovalnega novinarskega dela je pripravila dokumentarne filme, kot so: Projekt osamosvojitev (1996), Roška, pripoved ulice (1998), Demo(s)kracija (2000), Kočevska Reka (1992), Jože Pučnik – Korak pred drugimi (2004), Lustracija (1998), in drugi. V Muzeju novejše zgodovine je pripravila 6 razstav, ki se nanašajo na stranke slovenske pomladi in opozicijsko koalicijo Demos:
- Demos. Ljubljana: Muzej novejše zgodovine, 10. junij 2009. (COBISS)
- Dimitrij Rupel in SDZ. Ljubljana: Muzej novejše zgodovine, 9. januar 2009. (COBISS)
- Dušan Plut in Zeleni Slovenije. Ljubljana: Muzej novejše zgodovine, 10. junij 2009. (COBISS)
- France Tomšič in Jože Pučnik in SDZS. Ljubljana: Muzej novejše zgodovine, 17. februar 2009. (COBISS)
- Lojze Peterle in SKD. Ljubljana: Muzej novejše zgodovine, 2. november 2009. (COBISS)
- Ivan Oman in SKZ. Ljubljana: Muzej novejše zgodovine, 2008. (COBISS)

Zadnja leta je na TV Sloveniji ena izmed voditeljev z viktorji večkrat nagrajene informativne oddaje Odmevi. V zvezi z njenim delom je RTV Slovenija prejela nekaj pritožb zaradi domnevno pristranskega poročanja, kar pa novinarka zavrača.